# Mark Aizikovitch

Mark Aizikovitch (Privat)

Mark Aizikovitch (ukrainisch Марк Аіціковіч; wiss. Transliteration Mark Aicikovič) (* 21. Juli 1946 in Poltawa, Ukrainische SSR; † 17. März 2013 in Berlin) war ein deutsch-ukrainischer Klezmersänger und Schauspieler.

## Leben & Karriere
Von 1964 bis 1970 studierte er am Konservatorium in Charkiw Schauspiel und Gesang. 1970 bis 1973 hatte er ein Engagement am Theater in Dnepropetrowsk. Ab 1973 war er als Sänger, Bandleader, Komponist, Moderator und Filmschauspieler in diversen Kino- und Fernsehproduktionen beschäftigt. Zahlreiche Tourneen führten ihn als Mitglied der Pop-Gruppe „Festival“ durch die Sowjetunion, Polen, Mongolei, Kuba, Pakistan, Indien, Japan und Finnland. Gleichzeitig veröffentlichte er Schallplatten und gewann Preise bei verschiedenen Festivals.
1990 folgte die Übersiedlung ins bald wieder vereinte Deutschland nach Berlin. Beim Besuch einer Veranstaltung in der Gethsemanekirche knüpfte er Kontakt zu Karsten Troyke, der ihm danach einen Start in Deutschland und Erfolge als Sänger jiddischer, hebräischer und russischer Lieder ermöglichte. Durch seine neu gewonnenen Deutschkenntnisse bekam er Zugang zur jiddischen Sprache, deren Klang er aus seiner Kindheit in Poltawa von seiner Großmutter väterlicherseits erinnerte. Aizikovitch begann, jiddische Lieder zu erlernen, und beendete das Konzept seiner russischen Pop-Gruppe „Festival“. Seitdem hatte Mark Aizikovitch zahlreiche Auftritte mit eigener Musikgruppe und vor allem jüdischen Programmen, russischen Romanzen und Zigeunerliedern. 1995 gastierte er im berühmten Wiener Ronacher in der Revue „Hava Nagila“.
1993 bis 2005 war er als Sänger und Schauspieler im Hackeschen Hoftheater in allen Produktionen des jiddischen Liedtheaters zu sehen, meistens an der Seite von Jalda Rebling. Außerdem wirkte er in verschiedenen Hörfunk- und Fernsehproduktionen sowie in Spielfilmen mit, beispielsweise in Ne günstige Gelegenheit (1999), Babij Jar – Das vergessene Verbrechen (2003), Das Apfelbaumhaus (2004) und in der erfolgreichen deutschen Tragikomödie Du bist nicht allein (2007). Ebenfalls zahlreich waren seine Konzertveranstaltungen, u. a. auch vor Bundespräsident und Kanzler.
Zu Aizikovitchs Tourneedestinationen kamen in dieser Zeit auch Länder wie Österreich, Niederlande, Russland, Ukraine, Israel und die USA hinzu.
Für sein künstlerisches Schaffen wurde Mark Aizikovitch 2005 von der Leserschaft des Forwerts mit der Auszeichnung „Künstler des Jahres in den USA“ geehrt. In zahlreichen Veranstaltungen der Bundesregierung und bei Initiativen gegen Antisemitismus und rechtsradikale Gewalt trat er als Künstler mit seinen Programmen auf.
Als eine wichtige künstlerische Aufgabe betrachtete Mark Aizikovitch sein Engagement für Kinder. So trat er jedes Jahr bei den Berliner Märchentagen auf und produzierte spezielle Programme und Tonträger. Besonders hervorzuheben ist die Herausgabe eines Buches mit Illustrationen und jiddischen Versen für Kinder, 2007 in New York, die er vertonte und interpretierte. Herausgeber war der jiddischsprachige Dichter und Chefredakteur der Zeitung Forwerts, Boris Sandler. Ziel dieser Programme war es vor allem, zur Ergänzung des Schulunterrichts, jüdische Kultur und Riten zu präsentieren, die sowohl den Schülerinnen und Schülern als auch den Pädagogen unbekannt sind. Dabei sollte die Barriere der Scheu und Berührungsangst durch Musik und Spiel überwunden werden.
Mit Mark Aizikovitch traten auf:
- Nikolay Yavir (Gitarre, Bayan, Gesang),
- Konstantin Nasarov / Oleg Roschin (Klavier, Harmonika, Zymbal, Gesang),
- Alexander Babenko (Geige, Gesang).

## Werke
Musik
- 1993: Der Fremde, CD
- 1996: Jideach Bridelach, CD
- 1999: Gori Gori – Russische und Ukrainische Lieder, CD (Raumer Records)
- 2001: In Jiddischn Wort, CD (Raumer Records)
- 2007: Nisht Geshtojgn, Nisht Geflojgn, CD
- 2009: A Spil af Yiddish, CD (Raumer Records)

Liedtheater
- 1993: Das Spiel von der Schöpfung, Berlin
- 1997: Die Fayerdike Libe, Berlin
- 1997: Tewje, International
- 1998: Wege ins Paradies, Berlin
- 1998: Heines Witwe, Berlin
- 2000: Betrunkene Feiertage, Berlin
- 2004: Herzl, Berlin
- 2005: Dreyfuss, Berlin